# Grand-verdier de Somalie
Rhynchostruthus louisae
Espèce
Synonymes
- Rhynchostruthus socotranus louisae Lort Phillips, 1897

Statut de conservation UICN

 NT  : Quasi menacé
Le Grand-verdier de Somalie (Rhynchostruthus louisae) est une espèce de passereaux de la famille des Fringillidae. Il était autrefois considéré comme une sous-espèce du « Grand-verdier à ailes d'or » (R. socotranus s.l.), aujourd'hui éclaté en trois espèces formant le genre Rhynchostruthus. Les deux autres espèces sont le Grand-verdier de Socotra (R. socotranus) et le Grand-verdier d'Arabie (R. percivali).

## Répartition
Cet oiseau est endémique de Somalie.
Au sujet de la sous-espèce R. s. louisae dans le nord de la Somalie, Ash & Miskell (1983) ont décrit son habitat comme un terrain rocailleux et escarpé, parsemé de buissons épineux et d’euphorbes candélabres en moyenne montagne.

## Phylogénie
Meinertzhagen (1954), en raison de son gros-bec et du dessin du plumage, pensait que le genre Rhynchostruthus était plus proche des fringilles himalayens qu’africains ou même européens tout en admettant la possibilité d’une parenté avec Carduelis. Ripley & Bond (1966) soutenaient la thèse d’une affinité himalayenne. Lees-Smith (1986), par l’étude de la morphologie et de la coloration du plumage, pensait qu’il avait évolué à partir du même stock que les carduélinés mais sans ressemblance avec un quelconque fringille africain. Martins (1987) constatait aussi chez le Grand-verdier d'Arabie une ressemblance avec certaines vocalisations de type Verdier d'Europe, Chardonneret élégant ou Linotte du Yémen. Selon Clement et al. (1993), il s’agit d’une espèce relique descendant des fringilles à gros-bec de l’est-asiatique mais Groth (1998), par ses analyses génétiques, a établi que Rhynchostruthus occupe un clade incluant des Serinus, certains Carduelis, les Loxia et Rhodospiza obsoleta. Fry & Keith (2004) considèrent Rhynchostruthus comme proche de Carduelis en raison de similarités morphologiques au point de l’inclure même dans le genre Carduelis.